# 金庸学
金庸学又名金庸小说研究，是专家学者对于香港武侠小说家金庸的武侠小说研究学说的称呼。金庸武侠小说与明末到清朝的武侠小说不同，金庸武侠小说融合中华文化内涵和人生哲理，糅合西方小说的创作技巧，富有文化艺术成就。1955年，31岁的金庸写了第一本武侠小说《书剑恩仇录》，1972年，48岁的金庸写完《鹿鼎记》宣布封笔。一共写了15部武侠小说，后来又花费了10年进行全面修订和删改。

## 历史
1979年，中国大陆福建省厦门市厦门大学的郑朝宗第一个提出“金学”，其学术论文是《金学的四个相关学科》，但是学术界无人响应。
1980年代，金庸学开始兴起。
1985年，中国大陆学者丁进发表了《中国大陆金学论著目录》，学术界仍然没有人响应。
1986年，红学家冯其庸评价了金庸小说的社会内容和艺术成就，同意把研究金庸小说称为金学，该文章也是中国大陆研究金庸学的早期文献。同年年底，在广东省深圳市第三届台湾及海外华文文学研讨会，李云扬《评金庸新式武侠小说的艺术魅力》，是把金庸学首次端上学术论坛。
1988年3月12日，《文艺报》刊登《武侠小说初登学术殿堂》，随后，《读书》和《文艺争鸣》发表了一批金庸学的文章。同年，《鸭绿江》杂志刊登了唐解放、李承磊的《金庸启示录》。
1990年，《文史知识》专门开办了“武侠小说漫话”的专栏。
1991年，中国大陆学者陈墨出版了《金庸小说赏析》，后来又推出其他书籍，陈墨主张从历史背景和文化背景来探索金庸学，其缺点是论述不能够旁征博引，参考文献单一，同时缺少脚注。曹正文是一位研究金庸学的中国大陆学者，其《金庸笔下的一百零八将》、《金庸小说人物谱》，以金庸小说中的“人物”来研究金庸学。
1993年中文网络新闻组（ACT）在美国诞生，金庸学相继热络到网络世界，台湾“金庸茶馆”和中国大陆“金庸江湖”是两家海峡两岸的知名金庸学网站。
1994年，中国大陆三联书店出版《金庸作品集》，获得畅销。同年，中国大陆学者王一川对20世纪中国文学大师进行排列，把金庸列为第4位，引发学术界的争议。同时期，北京大学中文系的严家炎开设了金庸学的选修课，金庸学走入大学。
1996年，《中国社会科学》和《文学评论》发布《通俗文学评论》，从1997年开始又推出金庸学的专刊。
1997年6月，浙江省杭州市杭州大学金庸研究中心进行了“金庸学术研讨会”，主要探讨金庸小说的“现实主义精神、生命意识、人文关怀、爱国主义、民族观、历史观、道德观、爱情观、女性观、武侠小说文体创作”等。
1998年5月，“金庸小说与20世纪中国文学”国际学术研讨会召开。

## 精神内涵

### 儒家
金庸小说中对儒家精神定义为“为国为民，侠之大者”，是对儒家讲述的“救世济人，天下兴亡，匹夫有责”的诠释，而金庸笔下的英雄侠客都担当了拯救武林或王朝的角色。

### 道家
金庸小说中对道家精神的描述的代表性人物是杨过、令狐冲、黄药师，他们追求精神自由和逍遥快活，黄药师还具有魏晋名士风度。

### 佛家
金庸小说中，佛家精神的代表性人物有少林寺扫地僧、方证大师等，扫地僧名不见经传，隐居少林寺数十年，武功已经达到化境，从未展露功夫，直到萧远山父子、慕容博父子对阵的时候才出面化解矛盾；方证大师为了挽救令狐冲，把只传本门的《易筋经》传给了令狐冲。这些都体现了佛教“济世救人，胜造浮屠”的慈悲精神。

### 侠文化
金庸小说中的英雄侠客，各种各样，性格不一，各有高下，郭靖、萧峰“侠之大者，为国为民”；杨过、令狐冲、黄药师追求个体生命的精神自由同时也济世救人，匡扶正义；岳不群则是道貌岸然、狼子野心的伪君子伪侠客，韦小宝则是一个精明透顶的政界侠客。

### 爱情观
金庸小说中对爱情的描写，正面居多，主角的爱情，往往是坚贞不渝、两情相悦、至死靡它，如郭靖和黄蓉、杨过和小龙女、令狐冲和任盈盈等。

### 民族观
金庸小说继承了唐太宗李世民的民族观，“自古贵中华而贱夷狄，朕独爱之如一”，肯定少数民族王朝，肯定少数民族人物，如萧峰、完颜阿骨打等。

### 人生观
金庸小说中的主要大侠，萧峰、郭靖、杨过、张无忌、韦小宝，不是父死就是母亡，孩提时的挫折不但没有压垮他们，反而为日后他们的成就奠定了基础。1981年7月18日，邓小平曾对金庸说，“你的小说我读过，我这是第三次‘重出江湖’啊！你书中的主角大多是历经磨难才终成大事，这是人生的规律。”

### 创作心理
金庸迷严伟英认为金庸小说的创作分为三大时期，1959年以前的金庸小说主要是救世济人；1959年到1964年的金庸小说主要反思民族观念；1965年到1972年的金庸小说描述政治历史和人生，批判人性

## 艺术风格

### 语言
金庸小说的语言通俗，契合人物性格特征，如其笔下英雄侠客的骂人语句，《天龙八部》中段延慶骂慕容复，“你怎么不叫为三声‘好爷爷’？！”，萧峰骂慕容复，“萧某大好男儿，竟然和你这种人齐名！”，虚竹骂星宿老怪丁春秋，“丁春秋这……这恶施主！”；《射雕英雄传》中黄蓉骂丘处机等道士，“多半是他们练功不专心，一把年纪都活到狗身上了。”；《神雕侠侣》中杨过骂霍都，“小畜生骂谁？”，陆无双骂郭靖黄蓉女儿的郭芙，“郭大侠夫妻如此仁义，你和他们半点不像！”；《笑傲江湖》中令狐冲骂众瞎子杀手，“滚你奶奶的！”，任盈盈骂岳不群，“你练这等邪门武功，将自己搅得……不死不活！”；。如其笔下的情话，《射雕英雄传》中不善言辞的郭靖吐露自己爱慕黄蓉的情意，“用不着说。我不能没有她，蓉儿也不能没有我。我们两个心里都知道的。”，郭靖对黄蓉说，“就是普天下的人要一齐跟你为难，我也始终护着你。”，展现郭靖的担当、豪勇和无畏，黄蓉对郭靖说，“活，你背着我！死，你背着我！”则展现了黄蓉对爱情的坚贞；《射雕英雄传》中欧阳克一直深爱着黄蓉，临死时对黄蓉说，“我是活不成了，但见到你出力救我，我是死也欢喜。”，展现出恶人可爱的一面；《神雕侠侣》中杨过对小龙女说，“咱两个直到老了，头发都白了，牙齿跌落了，也仍是欢欢喜喜地厮守不离。”，“这两枝蜡烛便像是我和龙儿，一枝点到了尽头，另一枝跟着也就灭了。”展现出杨过对爱情的担当和坚守，历经时间的检验，小龙女对杨过说，“听说黄泉路上有个孟婆，她让你喝一碗汤，阳世种种你便尽都忘了。这碗汤啊，我可不喝。过儿，我要永远永远记着你的恩情。”